# Louis Hymans

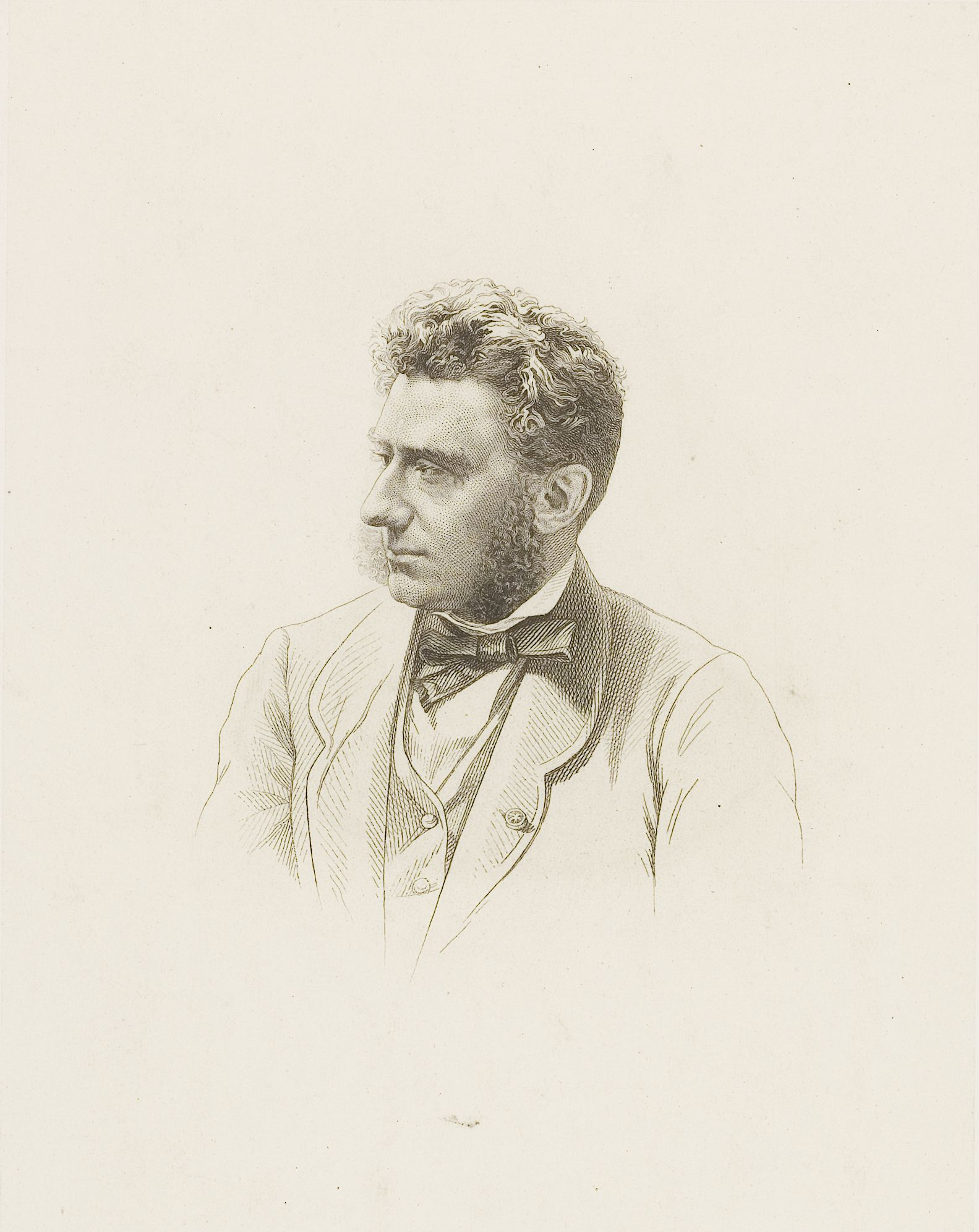
Louis Hymans

Louis Salomon Hymans (Rotterdam, 3 mei 1829 - Elsene, 22 mei 1884) was een Belgisch journalist, leraar, schrijver en volksvertegenwoordiger.

## Levensloop
Hymans was een zoon van de arts Henri Hymans (afkomstig uit Dordrecht) en van Sophie Josephs. Henri Hymans vestigde zich in 1829 in Brussel, bleef er na 1830, nam de Belgische nationaliteit aan en beoefende verder de geneeskunde in Antwerpen, tot aan zijn dood in 1848. Louis Hymans trouwde met de protestantse Louise de l'Escaille en ze zijn de ouders van Paul Hymans (1865-1941).
Hij liep school op het atheneum van Antwerpen en, na een incident met een leraar, in dat van Gent, waar hij de bescherming genoot van een familievriend, de historicus Henri Moke.
Na zijn kandidatuur in wijsbegeerte en letteren (1847) aan de Rijksuniversiteit Gent, werd hij journalist en dagbladuitgever:
- redacteur  bij L'Observateur in Brussel (1849),
- redacteur bij L'indépendance Belge in Brussel (1850-1856),
- hoofdredacteur van L'Etoile belge (1857-1859),
- politiek directeur van L'Office de Publicité (1857),
- medestichter van het weekblad La causerie politique et littéraire (1865) in Brussel,
- hoofdredacteur van L'Echo du Parlement (1866-1878) in Brussel.

In 1880-1884 was hij directeur van het analytisch verslag in Kamer en Senaat.
In 1859 werd hij liberaal volksvertegenwoordiger voor het arrondissement Brussel, een mandaat dat hij tot in 1870 vervulde. In 1861 werd hij ook gemeenteraadslid van Elsene.
Vanaf 1854 was hij leraar geschiedenis aan het Musée de l'Industrie.
Verder was hij:
- ondervoorzitter van de Cercle Artistique et Littéraire in Brussel,
- lid van de Koninklijke Academie voor Wetenschappen, Letteren en Schone Kunsten,
- lid van de Koninklijke Academie van Antwerpen,
- lid van een vrijmetselaarsloge.

## Publicaties
- Robert le Frison, historisch drama, opgevoerd in Gent op 17 maart 1847.
- Le Gondolier de Venise, opera-comique, muziek door Joseph Grégoire, opgevoerd in Antwerpen in 1848.
- Le diable à Bruxelles (samen met Jean Rousseau), 1853, 4 delen.
- La famille Buvard, scènes de moeurs bruxelloises, 1858, 2 delen.
- La Courte Échelle, scènes de moeurs bruxelloises, 1859.
- Histoire populaire de la Belgique, 1860.
- Histoire parlementaire de la Belgique (1831-1880), 1877-1880, 5 delen.
- Notes et souvenirs, 1876.
- Types et silhouettes, 1877.
- La Belgique contemporaine, 1884.
- Le Congrès national de 1830 et la Constitution de 1831, 1882.
- Bruxelles à travers les âges, 1883-1885, 3 delen (het derde deel werd uitgegeven door zijn broer Henri en zijn zoon Paul Hymans).

Hymans publiceerde een groot aantal werken: streekromans, historische vulgarisatie en ontelbare artikels over de meest uiteenlopende onderwerpen.